# Андре Жід
Андре́ Жід (фр. André Gide, 22 листопада 1869, Париж — 19 лютого 1951, Париж) — французький письменник, лауреат Нобелівської премії з літератури (1947).

## Життєпис
Народився в Парижі. Його батько був протестантом, мати — католичкою. Батько, Поль Жід, за походженням із провінції Севенни, був професором римського права в Університеті Парижа, помер 1880 року. Мати Жульєта Рондо походила з багатої нормандської родини й виховувала Андре в строгих правилах християнської моралі.
Андре мало навчався в школі, проте здобув солідну освіту в галузі культури й дуже захопився грою на фортепіано. 1887 року він повернувся до Ельзаської школи, де навчався в класі риторики з П'єром Луї, що познайомив його з Полем Валері та Марселем Друеном. 1889 року Жід успішно склав іспити на бакалавра й зайнявся письменництвом.
Анонімно й своїм коштом опублікував «Записки Андре Вальтера» (Les cahiers d'André Walter, 1891), «Поезії Андре Вальтера» (Les poésies d'André Walter, 1892), «Трактат Нарциса» (Le traité du Narcisse, під своїм іменем, 1892). Хворів на сухоти й 1893 року відплив до Північної Африки, сподіваючись там одужати.
Після смерті матері й фіктивного шлюбу зі своєю кузиною Мадлен Рондо (вона з'являється в його творах під іменем Еммануель) Андре опублікував «Страви земні» (Les nourritures terrestres, 1897).
1909 року Андре Жід, Жак Копо, Жан Шлюмберґер та Андре Рюйтер заснували часопис «Nouvelle Revue Française», який з наступного року почала субсидувати корпорація видавництв під управлінням Ґастона Ґалімара.
1939 року завдяки публікації свого «Щоденника» (Journal 1889—1939) Андре Жід став першим сучасником, якого надрукували в серії «Бібліотека Плеяди». 1947 року після появи «Тесея» (Thésée) він одержав Нобелівську премію «за глибокі і художньо досконалі твори, в яких людські проблеми подано з безстрашною повагою до істини і глибокою психологічною проникливістю».
Помер 19 лютого 1951 року в Парижі.

## Політична позиція
Під час своєї поїздки до Африки викриває жорстокість французького колоніалізму. 1927 року публікує свої записки про подорож до Конго, де засуджує колоніалізм.
На початку 1930 років Андре Жід зацікавився комунізмом. Радянський Союз йому уявлявся як територія свободи. «Якби для успіху Радянського Союзу потрібне було моє життя, я б його віддав», — стверджував письменник 1932 року. Прорадянські ілюзії Андре Жіда були зруйновані під час поїздки до СРСР 1936 року. Він бере участь у засіданні інтелектуалів у Москві, присвяченому загрозі фашизму. Після повернення до Франції Андре Жід публікує свої записки під назвою «Повернення з СРСР» («Retour de l'URSS»), де виступає з жорсткою критикою радянського тоталітаризму. Такої реакції ніхто від нього не очікував, сам він приховував зміст записок аж до публікації.

## Гомосексуальність
Андре Жід неодноразово описав свій гомосексуальний досвід і погляди, зокрема в текстах «Коханець», «Іммораліст», «Тезей». Людиною, яка спокусила Андре Жіда на перший гомосексуальний досвід, був Оскар Вайлд. Це трапилося під час подорожі Алжиром. Переживання Андре Жіда після цього описано в праці Джонатана Долімора «Сексуальне дисидентство». Деякий час підтримував одностатеві стосунки з майбутнім кінорежисером Марком Аллегре, другом родини якого він був.

## Твори
- Les Cahiers d'André Walter, L'Art indépendant, 1891.
- Le Traité du Narcisse, L'Art indépendant, 1891.
- Les Poésies d'André Walter, L'Art indépendant, 1892.
- Le Voyage d'Urien, L'Art indépendant, 1893.
- La Tentative amoureuse, L'Art indépendant, 1893.
- Paludes, L'Art indépendant, 1895.
- Réflexions sur quelques points de littérature et de morale, Mercure de France, 1897.
- Les Nourritures terrestres, Mercure de France, 1897.
- Feuilles de route 1895—1896, SLND, (Bruxelles), 1897.
- Le Prométhée mal enchaîné, Mercure de France, 1899.
- Philoctète. El Hadj, Mercure de France, 1899.
- Lettres à Angèle, Mercure de France, 1900.
- De l'Influence en Littérature, L'Ermitage, 1900.
- Le Roi Candaule, La Revue Blanche, 1901.
- Les Limites de l'Art, L'Ermitage, 1901.
- L'Immoraliste, Mercure de France, 1902.
- Saül, Mercure de France, 1903.
- De l'Importance du Public, L'Ermitage, 1903.
- Prétextes, Mercure de France, 1903.
- Amyntas, Mercure de France, 1906.
- Le Retour de l'Enfant prodigue, Vers et Prose, 1907.
- Dostoïevsky d'après sa correspondance, Jean et Berger, 1908.
- La Porte étroite, Mercure de France, 1909.
- Oscar Wilde, Mercure de France, 1910.
- Nouveaux Prétextes, Mercure de France, 1911.
- Charles-Louis Philippe, Figuière, 1911.
- C.R.D.N., 1911 (приватний тираж 12 примірників).
- Isabelle, NRF, 1911.

- Bethsabé, L'Occident, 1912.

Перший том знаменитого щоденника Андре Жіда

- Souvenirs de la Cour d'Assises, La Nouvelle Revue française, 1914.
- Les Caves du Vatican, NRF, 1914.
- La Symphonie pastorale, NRF, 1919.
- Corydon, 1920 (приватний тираж 21 примірник).
- Morceaux choisis, NRF, 1921.
- Pages choisies, Crès, 1921.
- Numquid et tu… ?, SLND [Bruges, 1922].
- Dostoïevsky, Plon, 1923.
- Incidences, NRF, 1924.
- Corydon, NRF, 1924.
- Caractères, La Porte étroite, 1925.
- Les Faux-monnayeurs, NRF, 1925. [

Фальшивомонетники, Віктор Шовкун, Юніверс, 2005]
- Si le grain ne meurt, NRF, 1926.
- Le Journal des Faux-Monnayeurs, Éos, 1926.
- Dindiki, 1927.
- Voyage au Congo, NRF, 1927.
- Le Retour du Tchad, NRF, 1928.
- L'École des femmes, NRF, 1929.
- Essai sur Montaigne, Jacques Schiffrin, 1929.
- Un Esprit non prévenu, Kra, 1929.
- Robert, NRF, 1930.
- La Séquestrée de Poitiers, Gallimard, 1930.
- L'Affaire Redureau, Gallimard, 1930.
- Œdipe, Schiffrin, Éditions de la Pléiade, 1931.
- Divers, Gallimard, 1931.
- Perséphone, Gallimard, 1934.
- Pages de Journal 1929—1932, Gallimard, 1934.
- Les Nouvelles Nourritures, Gallimard, 1935.
- Nouvelles Pages de Journal 1932—1935, Gallimard, 1936.
- Geneviève, Gallimard, 1936.
- Retour de l'U.R.S.S., Gallimard, 1936.
- Retouches à mon Retour de l'U.R.S.S., Gallimard, 1937.
- Notes sur Chopin, Revue Internationale de Musique, 1938.
- Journal 1889—1939, NRF, 1939.
- Découvrons Henri Michaux, Gallimard, 1941.
- Théâtre: Saül, Le Roi Candaule, Œdipe, Perséphone, Le Treizième Arbre, Gallimard, 1942.
- Interviews imaginaires, Éd. du Haut-Pays, 1943.
- Pages de Journal 1939—1942, Schiffrin, 1944.
- Thésée, New York: Pantheon Books, J. Schiffrin, 1946.
- Souvenirs littéraires et problèmes actuels, Les Lettres Françaises, 1946.
- Le Retour, Ides et Calendes, 1946.
- Paul Valéry, Domat, 1947.
- Poétique, Ides et Calendes, 1947.
- Le Procès, Gallimard, 1947.
- L'Arbitraire, Le Palimugre, 1947.
- Préfaces, Ides et Calendes, 1948.
- Rencontres, Ides et Calendes, 1948.
- Les Caves du Vatican (farce), Ides et Calendes, 1948.
- Éloges, Ides et Calendes, 1948.
- Robert ou l'Intérêt général, Ides et Calendes, 1949.
- Feuillets d'automne, Mercure de France, 1949.
- Anthologie de la poésie française, NRF, 1949.
- Journal 1942—1949, Gallimard, 1950.
- Littérature engagée, Gallimard, 1950.
- Égypte 1939, SLND [Paris, 1951].
- Et nunc manet in te, Ides et Calendes, 1951
- Ainsi soit-il ou Les Jeux sont faits Gallimard, 1952.
- Le Récit de Michel, Ides et Calendes, 1972.
- À Naples, Fata Morgana, 1993.
- Le Grincheux, Fata Morgana, 1993.
- L'Oroscope ou Nul n'évite sa destinée (scénario), Jean-Michel Place, 1995.
- Isabelle (scénario avec Pierre Herbart), Lettres Modernes, 1996.
- Le Ramier, Gallimard, 2002.
- Maurice Denis et André Gide, Correspondance (1892—1945), éd. P. Masson et C. Schäffer, Gallimard, 2006.

## Українські переклади
- Андре Жід, Повернення з СРСР (скорочено) / пер. Сергія Вакуленка, Андрія Даниленка // Вечірній Харків. — 1990. — № 1 (1 січня). — С. 4; № 2 (3 січня). — С. 6; № 3 (4 січня). — С. 6; № 4 (5 січня). — С. 6; № 5 (6 січня). — С. 6; № 6 (8 січня). — С. 6.
- Андре Жід, Повернення з СССР / пер. Ірини Овруцької. — Всесвіт. — 1990. — № 7. — С. 83-111.
- Андре Жід, Фальшивомонетники / пер. В. Шовкуна. — Юніверс, 2005
- Андре Жід, Іммораліст / пер. Романа Осадчука. — Київ: Видавництво «Комубук», 2022.
- Андре Жід, Тісні ворота / пер. Анни Тернової. — Київ: Видавництво «Ще одну сторінку», 2024, 192 стр. ISBN: 978-617-522-259-1
- Андре Жід, У льохах Ватикану / пер. Ярослава Коваля. — Київ: Видавництво Жупанського (готується до видання).